# حفش

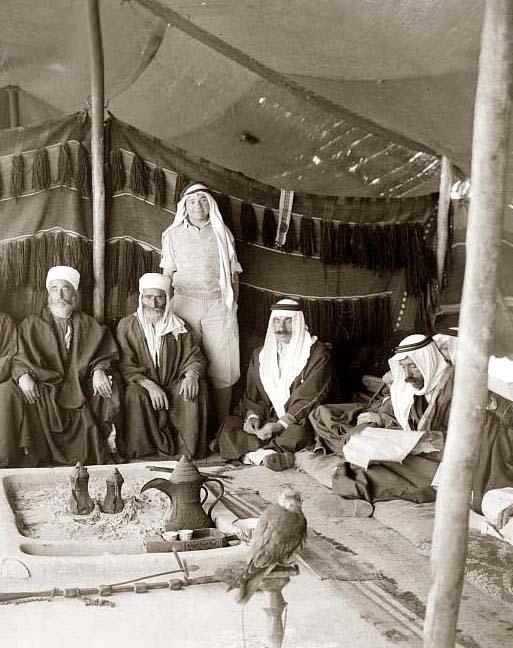
داخل الحفش

الحِفش أو بَيت الشَعَر أو الخيمة العربية هو نوع من الخيام يستخدمه العرب في الدول العربية في الشرق الأوسط وشمال أفريقيا. ينسج من شعر الماعز أو صوف الأغنام أو وبر الإبل. تقي الأحفاش ساكنيها من المطر وعواصف الرمل، وتتميز بسهولة نقلها وتفكيكها للترحال وبساطة مواد تركيبها وصناعتها. بيت الشعر يصنعه عادةً النساء البدويات من وبر الإبل وهو يمتلك ميزة في حال نزول الأمطار يبدأ بالانكماش القوي بحيث لا يتسرب الماء إلى داخل البيت وله احجام مختلفة منه المثولث والمروبع أي على حسب عدد أعمدة البيت.

## انظر ايضًا
- الخيمة التقليدية في الصحراء.